# Kacmazów
Kacmazów (ukr. Кацмазів) – wieś na Ukrainie w rejonie żmeryńskim obwodu winnickiego.

## Dwór
- piętrowy dwór kryty dachem czterospadowym, wybudowany w XIX w. w stylu klasycystycznym istniał do 1918 r.[3]. Od frontu portyk z czterema kolumnami przedzielonymi balkonem na piętrze, podtrzymującymi  trójkątny fronton. Zniszczony przez bolszewików[4].